# Trichosirocalus troglodytes
Trichosirocalus troglodytes är en skalbaggsart som först beskrevs av Fabricius 1787.  Trichosirocalus troglodytes ingår i släktet Trichosirocalus, och familjen vivlar. Arten är reproducerande i Sverige.